# Ptychomitrium crassinervium
Ptychomitrium crassinervium là một loài rêu trong họ Ptychomitriaceae. Loài này được (Müll. Hal.) Schimp. ex Paris mô tả khoa học đầu tiên năm 1900.